# WGN-TV
WGN-TV（チャンネル9）は、アメリカ・イリノイ州シカゴにある独立テレビ局。ネクスター・メディア・グループが所有しており、同社の唯一のラジオ資産であるニュース/トーク/スポーツ放送局WGN（720 AM）の姉妹局である。WGN-TVのスタジオは、ノースセンターコミュニティのウェスト・ブラッドリー・プレイス（West Bradley Place）にあるため、メインスタジオをループ外に置くシカゴの唯一の大手民間テレビ局である。送信所はループ内のウィリス・タワーの頂上にある。
アトランタのコンセプトの元祖WTBSと同様に、WGN-TVは先駆的なスーパーステーションだった。1978年11月8日、全米のケーブル及び直接放送衛星加入者が衛星伝送を介して視聴できるようになった2番目のアメリカのテレビ局となった。その後「WGNアメリカ（WGN America）」と改名されたかつてのスーパーステーションフィードは、2014年12月に従来の基本的なケーブルネットワークに変換され、地元のケーブルプロバイダーに追加できるようになり、その後2020年9月に「NewsNation」としてリニューアルされた。The WBと後継ネットワークのThe CWの両方の公認提携局であるWGN-TVは、2016年に独立局に戻った。
WGN-TV、WGNラジオ、現在は廃止となった地域ケーブルニュースチャンネルのシカゴランド・テレビジョン（CLTV）は、2019年9月にネクスターによる買収が完了するまで、トリビューン・メディア複合企業（2014年8月まではトリビューン・カンパニー（Tribune Company）として知られていた）の一部であるトリビューン・ブロードキャスティングの3つの旗艦資産だった。

## 歴史

### 初期（1948年～1956年）
「シカゴ・トリビューン」の編集長兼発行者であるロバート・R・マコーミックが率いるシカゴ・トリビューン・カンパニーは、WGNとWGNBの所有者であり、1946年9月13日に「WGN Incorporated（WGNインコーポレイテッド）」子会社の下で 、VHFチャンネル9でテレビ局を設立する申請書を連邦通信委員会（FCC）に提出した。FCCが11月8日に許可を与えた後、同グループは当初、コールサインとして「WGNA」を割り当てるよう要求していた。しかし、1948年1月までに同社は、1924年以来「トリビューン」が所有していたWGNに因んで、新しいテレビ資産を「WGN-TV」と呼ぶことにした。3文字の基本コールサインは、1909年以来「トリビューン」で使用されているキャッチフレーズ及びスローガンである「World's Greatest Newspaper（世界で最も偉大な新聞）」の頭文字として機能した。
1948年2月1日にテスト放送を開始し、同年3月6日にシカゴ・スタジアムから1948年のゴールデングローブボクシング決勝戦を放送するという非公式契約を締結した。通常の番組は4月5日19:45から2時間の特別番組『WGN-TV Salute to Chicago』で開始された。マグニフィセント・マイル地区にあるトリビューン・タワーのセンテニアル・ビルディング（Centennial Building）別館にあるWGNラジオのスタジオから発信された初回放送には、マコーミック、シカゴ市長マーティン・ケネリー、上院議員チャールズ・W・ブルックス、イリノイ州知事ドワイト・グリーンによる奉献演説が含まれていた。パフォーマンスは、ミュージシャンのディック・“トゥー・トン”・ベイカー、コメディアンのジョージ・ゴーベル、バンドリーダーのロバート・トレンラーとWGNオーケストラ（WGN Orchestra、WGNの社内バンド）らによって指揮された。その後、映画でWGN-TVの初期番組のプレビューが行われた。契約当時、シカゴで稼働しているテレビは1,700台しかなかった。その数は1949年4月までに約100,000セットに急増した。
WGN-TVは、1946年9月6日に開局したWBKB（チャンネル4）として、シカゴとイリノイ州の両方で契約した2番目の民間テレビ局だったが、1940年から「W9XBK」として実験的に運営されていた。1948年後半には、ABCのWENR-TV（チャンネル7）が9月17日に、NBCのWNBQ（チャンネル5）が10月8日に、他の2つの放送局が同年後半にWBKBとWGN-TVに加わった。「トリビューン」は、1948年6月15日にニューヨーク市でWPIXによるWGN-TVの開局をすぐにフォローアップした。当初、WGNのテレビとラジオはウェスト・マディソン・ストリート（West Madison Streets）とノース・カナル・ストリート（North Canal Streets）にあるシカゴ・デイリーニューズ・ビルディングで運営され、1929年から1935年にマーチャンダイズ・マートに移転するまでWMAQラジオがかつて使用していたスペースを占めていた。WGN-TVも、586-フート (179 m)の送信塔を建物の頂上に設置した。当初、チャンネル9は、年中無休で14:00〜18:00までと19:30〜22:00まで1日あたり6時間半放送していたが、独立放送局としてスタートし、1948年9月26日にはデュモン、12月1日にはCBSの番組を放送し始めた。
1949年1月11日、WNBQとWENR-TVと共に、ニューヨーク市からのライブ同軸フィードを介してネットワーク番組の送信を開始したことにより、チャンネル9は、東部時間帯で放送される時に送信できるCBS及びデュモン番組の定期スケジュールを放送できるようになった。WBKB-TVは同年9月5日にCBS番組の主な権利を引き継いだため、WGNは多くのCBS番組をスケジュールから削除し始めたが、チャンネル4が放送を拒否した特定のネットワーク番組は引き続き放送した（最終的には1952年までにCBSの平日朝メロドラマ枠に厳密に縮小された）。デュモンとの在任期間中、同ネットワークの最も強力な提携局の1つとなり、またその主要な制作センターの1つとなった。1940年代後半から1950年代前半にかけて、『アル・モーガン・ショー』、『シカゴ・シンフォニー（Chicago Symphony）』、『シカゴランド・ミステリー・プレイヤーズ』、『ミュージック・フロム・シカゴ（Music From Chicago）』、『ザ・ミュージック・ショー』、『ゼイ・スタンド・アキューズド』（テレビ初の法廷ドラマ番組）、『ディス・イズ・ミュージック』、『ウィンディ・シティー・ジャンボリー』、『ダウン・ユー・ゴー』など、デュモンのいくつかの番組がWGN-TVの施設で制作された。フリッツ・ライナーがオーケストラの音楽監督を務めていた時代の1953年から、シカゴ交響楽団の公演も放映していた。
1950年1月25日、WGN放送局群は業務をセンテニアル・ビルディング（Centennial Building）に移転した。WGN-TVの制作・オフィス設備を収容するために改装されたこの施設には、1つのマスタースタジオ（外部の騒音と振動を排除するために膨らんだゴム袋上に設置された）と2つの補助スタジオが含まれており、さらに街路から75フィート [23 m]低い場所に地下スタジオが1つあり、シカゴへの原子爆弾攻撃が発生した場合でもWGN-TV-AMとWGNBが放送を継続できるようになった。ユナイテッド・パラマウント・シアターズ（UPT）とABCの合併の一環として、1953年2月6日、CBSは、同じ市場内で2つのテレビ局の共有所有権を禁じるFCC規制に従って、UPTがABC所有のWENR-TVを買収できるようにするための675万ドルの買収を通じてWBKB-TVの所有権を引き継いだ（その後、かつてチャンネル4に属していたWBKBのコールレターと管理スタッフが引き継がれた）。この契約の結果、CBSは4月1日に残りの番組をWBBM-TVに移したことにより、チャンネル9は低迷するデュモンと独占的に提携することになった（WBBMは、FCCが発行した「第6回報告・命令（Sixth Report and Order）」によって指示された割り当ての再調整に従って、1953年7月5日にVHFチャンネル4からVHFチャンネル2に移行することになった）。1954年までに、放送スケジュールを1日あたり18時間（6:00〜翌0:00まで）に拡大した。
1955年4月1日にマコーミックが肺炎関連の合併症で亡くなった後、WGN-TV-AM、「シカゴ・トリビューン」、ニュース・シンジケート・カンパニー（News Syndicate Company）の資産の所有権は、マコーミックの非親族相続人（2度の結婚では子供が生まれなかった）とパターソンの親族相続人の名義でロバート・R・マコーミック・トリビューン財団に割り当てられたマコーミック＝パターソン・トラスト（McCormick-Patterson Trust）に譲渡された（同トラストは1975年1月に解散され、マコーミック家とパターソン家の子孫を含むトラストの元受益者の大多数は、その後、再編されたトリビューン・カンパニーの株式を所有し、トリビューン・カンパニーがかつてはトラストによって監督されていた全ての資産の監督を引き継いだ）。

### 独立（1956年〜1995年）
パラマウント・ピクチャーズとの関係に起因する様々な問題がデュモンの拡大を妨げる中、1956年8月6日に同ネットワークが運営を終了した時、WGN-TVはデュモンから切り離された。この時までに残りの3つの商業放送ネットワーク（ABC、NBC、CBS）がそれぞれシカゴのテレビ局を所有していたため、WGN-TVはデフォルトで独立放送局となった。執行副社長兼ゼネラルマネージャーのウォード・L・クアール（Ward L. Quaal、WGNの管理責任と番組制作への取り組みにより、 1966年と1987年に全米テレビ芸術科学アカデミー[NATAS]の知事賞を受賞）の下で、1990年代初頭まで他の大手市場の独立局の典型となる総合エンターテインメント形式を採用し、ホームコメディ、ドラマシリーズ、長編映画、アニメ、宗教番組、さらには地元で制作されたニュース、広報、音楽、子供向け番組を組み合わせて放送した。また、シカゴ・カブスの野球試合や他の地域の大学チームやプロチームの放送を筆頭に、スポーツ番組への依存度を高めた。これにより、チャンネル9は市場の3つのネットワーク所有局に代わる番組としての地位を確立し、その後39年間の大部分で市場をリードする独立局としての地位を確立した。全国規模の広告主を惹きつけるほどの視聴者数を獲得できなかった番組の運営による当初の苦戦の後、1957年10月までに黒字に転じ始めた。1956年1月15日、送信設備をイースト・ランドルフ・ストリート（East Randolph Street）とミシガン・アベニュー（Michigan Avenue）にあるプルデンシャル・ビルディングの屋上にある高さ73-フート (22 m)のアンテナに移動し、実効輻射電力を120 kWから最大316 kWに増加した。

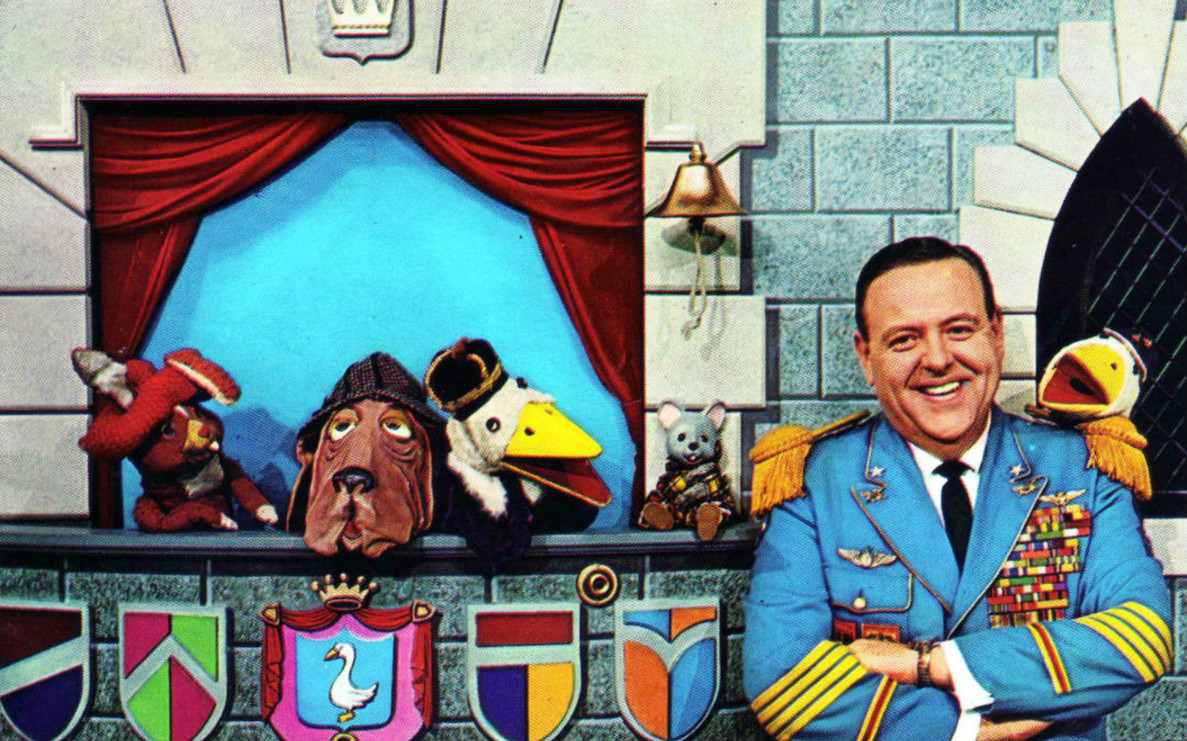
『ガーフィールド・グースと仲間たち』は、WGN-TVがカラーで放送した最初期のテレビ番組の1つだった。

1957年3月、NTAフィルム・ネットワークの番組の配信を開始した。WGNは番組サービスのシカゴの主要提携局として機能し、NTAの番組の大半を提供した（WGNによって放送されなかった残りの限られた数のNTA番組は、ABC所有のWBKB-TVとNBC所有のWNBQに分割された）。この関係は、ナショナル・テレフィルム・アソシエイツが1961年11月にサービスを終了するまで続いた。1956年の秋から内部テストを実施した後、1957年11月8日、1952年秋にRCAカラーテレビ機器を発注していたWGN-TVは、主にその形式で利用可能なシンジケート番組から構成される厳選された番組をカラーで放送し始めた。1958年1月、シカゴで2番目のテレビ局（1954年1月にこの形式で番組の放映を開始したWNBQに次ぐ）としてローカル番組のカラー送信を開始し、他のカラーテレビ放送の制作及びマスターコントロール設備のアップグレードと同様に、カラーテレビ放送のビデオテープ録画及び再生が可能な機器（アンペックス提供）を使用した世界初のテレビ局でもあった。WGNでこの形式で放送された最初の生放送番組は、ジャッキー・ヴァンが司会を務める音楽中心の子供向け番組『ディン・ドン・スクール』であった（同番組はWNBQによる打ち切りを受け、1957年にWGNが取り上げた）。1958年、短命に終わった子供向け番組『ザ・ブルー・フェアリー（The Blue Fairy）』で、ローカルテレビ局としては唯一ピーボディ賞を受賞した（同番組はブリジッド・バズレンがタイトルロールで司会を務め、『ガーフィールド・グースと仲間たち』と並んで、WGNが制作しカラーで放送された最初の2つの子供向け番組のうちの1つであった）。
1961年6月27日、WGN-TVとWGNラジオの運営は、シカゴのノースセンターコミュニティのウェスト・ブラッドリー・プレイスにある2階建ての95,000-平方フート (8,826 m2)の複合施設であるWGNミッドアメリカ・ブロードキャスト・センター（WGN Mid-America Broadcast Center、後にWGNコンチネンタル・ブロードキャスト・センター（WGN Continental Broadcast Center）と改名され、現在は単にWGNスタジオ（WGN Studios）と呼ばれている）に移転された。同年1月16日に一部のローカル番組制作の収容を開始した放送センターは、カラー放送用に開発され、生放送のスタジオ番組のほか、シカゴ・カブスやホワイトソックスの野球試合をカラー放送で放映できるようにすると共に、シカゴのダウンタウンを標的とした敵対的攻撃（核兵器による爆撃など）が発生した場合に放送を行うための安全な場所を提供するために、民間防衛への懸念を念頭に置いて開発された。ここには3つのメインプロダクションサウンドステージと、元々WGNラジオのサウンドレコーディングスタジオとして使用されていた2つの追加サウンドステージが収容されている。トリビューン・カンパニーは、旧センテニアル・ビルディングの施設を「シカゴ・アメリカン」（1969年に「シカゴ・トゥデイ（Chicago Today）」に改題）のために再利用し、同紙は1974年に廃刊になるまで事務所と出版業務を維持した。このスペースは現在、ディランズ・キャンディー・バーの店舗が占めている。隣接する20,000-平方フート (1,858 m2)の平屋建ての建物は、WGN放送局群の特定の非生産関連業務を収容していたが、1966年に施設に併設された（複合施設は14.4エーカー [6 ha]に拡張された）。
その後、トリビューン・カンパニーは放送部門を徐々に拡大し、そのうちのWGN-TV-AMが旗艦放送局として機能し、1966年1月に子会社（1991年の「デイリーニューズ」売却後、同社の主要放送局グループに完全に統合されるまで、引き続きトリビューン管理のニュース・シンジケート・カンパニーの管理下にあったWPIXテレビ局とラジオ局を除いて）がWGNコンチネンタル・ブロードキャスティング・カンパニー（WGN Continental Broadcasting Company）に改名された時に提携関係が築かれた。1964年に同社はミッドアメリカ・ビデオ・テープ・プロダクションズ（Mid-America Video Tape Productions）を開始し、これが後にWGNコンチネンタル・プロダクションズ（WGN Continental Productions、後のトリビューン・エンターテイメント）となった。同グループは1981年1月にトリビューン・ブロードキャスティング・カンパニーとして知られるようになったが、1984年までは「事実上の」商号としてWGNコンチネンタルの名を保持し、その後はWGN-TVとWGNラジオのライセンシーとして使用された。同社は1960年にミネソタ州ダルースのKDAL-TV（現：KDLH）とKDALを故ダルトン・ルマスリエの不動産から買収し、3番目のテレビ局と2番目のラジオ局を獲得し（トリビューンは1978年にKDAL-TVを、1981年にKDALラジオを売却した）、後に1966年にデンバーのKCTO（その後、KWGN-TVと改名）をJ・エルロイ・マッコーから買収した。
トリビューンがその後買収したテレビには、アトランタのWANX-TV（その後WGNXと改名され、現：WANF）（1983年）、ロサンゼルスのKTLA（1985年）、フィラデルフィアのWPHL-TV（1992年）、ボストンのWLVI-TV（1994年から2006年まで所有）、ヒューストンのKHTV（現：KIAH）（1995年）、サンディエゴのKTTY（現：KSWB-TV）（1996年）、シアトルのKCPQとKTWB-TV（現：KZJO）（それぞれ1998年と1999年）、ワシントンD.C.のWBDC-TV（現：WDCW）（1999年）が含まれていた。1996年7月のルネッサンス・ブロードキャスティングの買収により、ダラス・フォートワースのKDAFとマイアミのWDZL（現：WSFL-TV）を含む他の6局が追加され、1999年11月のクインシー・ジョーンズとトリビューン所有のコンソーシアムであるクエスト・ブロードキャスティング（Qwest Broadcasting）の買収によりさらに2局が追加された（クエストのアトランタ資産WATLを取得するために、WGNXをメレディス・コーポレーションに強制売却）。最後に2013年12月、トリビューンはローカルTVの19のテレビ局を買収し、WGNに近隣市場の新しい姉妹局、アイオワ州ダベンポートのABC提携局WQAD-TV（イリノイ州北西部とアイオワ州南東部の一部を含むクアッド・シティーズ地域にサービスを提供）とミルウォーキーのFOX提携局WITIを与え、その3局全てが、2008年にローカルTVとトリビューンとの間で結ばれた既存のコンテンツ及び放送管理契約の一環として、ローカルニュースリポートを共同で提供していた。
WGN-TVは1960年代から1970年代にかけてシカゴの主要な独立局だったが、UHFで最初の4つの競合局を獲得したが、そのうちの1局は1年も続かないものだった。地元に拠点を置くワイゲル・ブロードキャスティングは、1964年2月6日に多民族番組形式でWCIU-TV（チャンネル26）と契約した。1966年1月4日、フィールド・コミュニケーションズ（親会社フィールド・エンタープライゼスを通じて、当時「トリビューン」の主要新聞ライバルである「シカゴ・サンタイムズ」と「シカゴ・デイリーニューズ」の姉妹会社であった）と地元の広告会社フレーリッヒ&フリードランド（Froelich & Friedland）の合弁事業であるニュー・テレビジョン・シカゴ（New Television Chicago）がWFLD（チャンネル32、現：FOX直営局)と契約を結び、WFLDはこの地域におけるWGNの最大の独立競合局に成長した。1969年5月18日、オーロラを拠点とするWLXT-TV（チャンネル60）は、スポーツイベントと限られたスケジュールのシンジケート番組とローカルニュース番組を組み合わせて契約し、平日夜と週末にパートタイムで運営した（WLXTは1970年7月17日に運営を停止した）。1970年4月5日、エッサネス・テレビジョン・コーポレーションがWSNS-TV（チャンネル44、現：テレムンド直営局）と契約した時に、4番目の競争相手が到着した。WFLDとWSNSは、シカゴで2番目に強い独立放送局としての覇権を目指して対決し、WGN以外の市場で妥当な利益を上げることができた唯一の独立局だった。対照的に、WCIUとその後に登場した他の全ての競合局は、視聴率と収益の両方の点で遅れをとっていた（WSNSは1982年に競争に敗れ、平日は夜間のみ、週末は昼と夜の殆どの時間帯に無線サブスクリプションサービスを提供し続けた2年間を経て、ONTVのフルタイムの中継局に転換した）。WGN-TVは1967年5月から6月までの1ヶ月間、ユナイテッド・ネットワークのシカゴ加盟局としての役割を果たしたが、財政上の問題により設立されたばかりの同ネットワークは閉鎖を余儀なくされた。
1969年5月、送信設備をノース・ミシガン・アベニュー（North Michigan Avenue）にあるジョン・ハンコック・センターの高さ1,360-フート (415 m)の西アンテナ塔に移転した。最初のプルデンシャル・ビルディングの送信所は、送信アンテナが1984年に解体されるまで補助施設として使用され続けた。WGNはまた、アル・マシーニと、マシーニの広告販売会社テレレップが代表を務める18の独立局（当時のステーションマネージャーでWGNコンチネンタル・ブロードキャスティング副社長のシェルドン・クーパー（Sheldon Cooper）が代表を務めたWGN-TVを含む）の幹部委員会によって設立されたコンソーシアムとして1976年に発足し、ミニシリーズとパートナー局で特集される初回放送のシンジケート番組を組み合わせて提供している（『ソリッド・ゴールド』、『スター・サーチ』、『ライフスタイルズ・オブ・ザ・リッチ・アンド・フェイマス』を含む。これらは全て1980年代から1990年代初頭にかけてチャンネル9で放送された）、オペレーション・プライムタイムシンジケートサービスのチャーターメンバーも務めた。
1970年代後半から1980年代前半にかけて、映画はWGNのスケジュールにますます不可欠な部分を占めるようになった。この期間中、スポーツイベントか特別番組のどちらが予定されているかに応じて、チャンネル9は通常、月曜日から金曜日まで、朝に1つ、夜に2～3本の映画を毎日4本放送し、土曜日と日曜日には1日に3～6本の映画を放送した。定期的な映画ショーケースには、『WGN [Television] Presents』（1948年から1995年までは平日夜のレイトアクセス枠、1979年までは土曜日、1997年までは日曜日に放送）と『Action Theater』（1952年から1956年まで日曜日の正午に上映され、その後1979年から2001年まで土曜日のレイトアクセスで上映されたアクション及びアドベンチャー映画のショーケース）があった。また、1977年2月に、その時間枠で放送されていたシンジケートドラマに代わって、夜のプライムタイムの特集を20:00に放送し始めた（夕方のニュース番組のプライムタイムへの移行に伴い、プライムタイムの映画は1980年3月に19:00に繰り上げられた）。1980年1月までに、WGNが市場で24時間番組を提供する2番目のテレビ局になった際（1976年にそのような番組を採用したWBBM-TVに次いで）、古い白黒映画と最近の劇場用映画やテレビ用映画を1:00（1983年9月までには3:00に遅くなる）に上映すると共に、最近の初回放送のシンジケート番組や古いオフネットワークのシンジケート番組を定期的に特集するようになった。

## マックス・ヘッドルーム事件への被害
1987年11月22日、シカゴ一帯でテレビ放送の電波ジャック「マックス・ヘッドルーム事件」が発生した。CGキャラクター・マックス・ヘッドルームに扮した侵入者は3時間のうちに放送信号割り込みを成功させたもので、発生から30年以上経つ現在も未解決事件となっている。
最初の放送信号割り込みが発生したのは、当局のゴールデンタイムの生放送ニュース番組『The Nine O'Clock News』（別名『WGN News at Nine』）だった。シカゴ・ベアーズが、本拠地でデトロイト・ライオンズに30対10で勝利したというニュースをスポーツコーナーで報じている途中で、画面が15秒間真っ暗になった。画面が戻るとマックス・ヘッドルームを模したマスクにサングラスを着けた男が現れ、周囲を歩き回ったり、飛び跳ねるなどした。彼の後ろにある動く波打った金属板はマックス・ヘッドルームのテレビと映画シリーズの背景映像で使われたエフェクトを模したもので、音声はガヤガヤした音と振動する音だけだった。この電波ジャックは、WGN-TVの技術者たちがSTLの周波数をジョン・ハンコック・センターの送信機に切り替えたことにより解決した。
この事件は、スポーツ解説者のダン・ローンを呆然とさせ、彼は「えーっと、視聴者の皆様は何がおこったのかと思っていらっしゃるかもしれませんが、それは私も同じですよ」とつぶやいた。彼は事件が発生する前に話していた内容を繰返すこともできなかった。
続いて23:45頃、公共放送・PBSメンバー局のWTTWでも同様の電波ジャックが発生したが、この時の音声は歪んでいてパチパチした音だった。